# Tobias Wickström
Tobias Wickström, folkbokförd Thomas Tobias Wikström, född 2 december 1977 i Karlskoga, var chefredaktör för tidningen FHMs svenska utgåva. Han var tidigare nöjeschef på tidningen Slitz. Den svenska upplagan av FHM lades ner av Bonnierägda Benjamin Media i oktober 2007 på grund av låga upplagesiffror och bristande annonsörsintresse.
Han är bror till Aftonbladet-fotograferna Peter Wixtröm (född 1982) och Jimmy Wixtröm (född 1986).